# ファン・ホーベ特異点

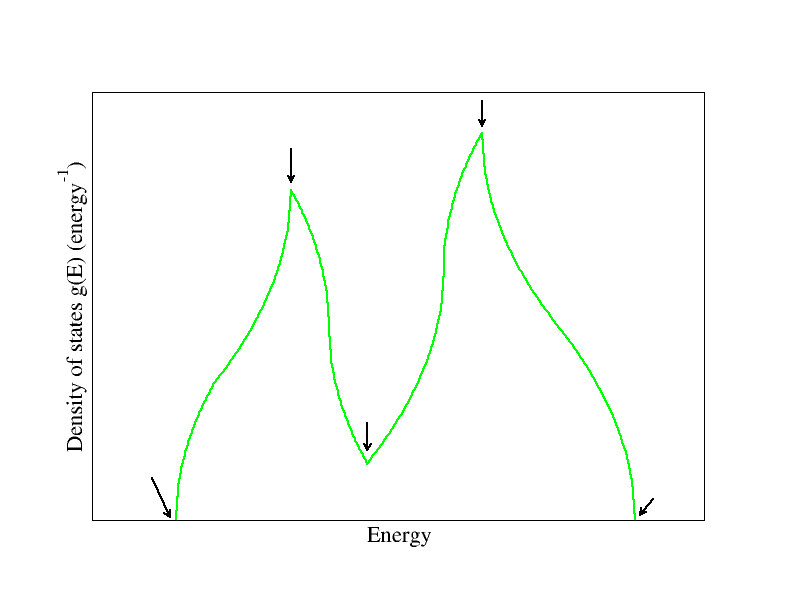
3次元固体での状態密度g(E) vs エネルギーのシミュレーション図。ファン・ホーベ特異点はdg(E)/dEが発散する点で起こる。

ファン・ホーベ特異点とは結晶の状態密度（DOS）でみられる特異点（滑らかでない点）のこと。
ファン・ホーベ特異点が生じる波数ベクトルは、ブリルアンゾーンの臨界点と呼ばれる。
3次元結晶の場合、ファン・ホーベ特異点はキンクとなり、そこでは状態密度が微分可能でなくなる。
ファン・ホーベ特異点の最も一般的な応用は、光吸収スペクトルの解析である。
ファン・ホーベ特異点は、1953年にベルギーの物理学者レオン・ファン・ホーベがフォノンの状態密度について最初に取り扱った。

## 理論
N粒子サイトからなる1次元格子を考える。
各粒子サイト間の距離はaで、全長はL = Naとする。
ここで、この1次元の箱の中に定在波があると仮定するのではなく、周期的境界条件を用いるのが便利である。

{\displaystyle k={\frac {2\pi }{\lambda }}=n{\frac {2\pi }{L}}}
ここで{\displaystyle \lambda }は波長、nは整数である。
正の整数は前進する波、負の整数は後進する波を表す。
この格子中の波動の波長は最短で2aであり、このとき最大の波数{\displaystyle k_{max}=\pi /a}となり、|n|は最大値{\displaystyle n_{max}=L/2a}となる。
状態密度g(k)dkを、波数ベクトルがkからk+dkである定在波の数として定義する。

{\displaystyle g(k)dk=dn={\frac {L}{2\pi }}\,dk}
3次元に拡張すると、箱の中の状態密度は、
{\displaystyle g({\vec {k}})d^{3}k=d^{3}n={\frac {L^{3}}{(2\pi )^{3}}}\,d^{3}k}
ここで{\displaystyle d^{3}k}はk空間での体積要素である。
また電子では2つスピンの方向を考慮して、因子２を掛ける必要がある。
連鎖律により、エネルギー空間でのDOSは次のように表せる。
{\displaystyle dE={\frac {\partial E}{\partial k_{x}}}dk_{x}+{\frac {\partial E}{\partial k_{y}}}dk_{y}+{\frac {\partial E}{\partial k_{z}}}dk_{z}={\vec {\nabla }}E\cdot d{\vec {k}}}
ここで{\displaystyle {\vec {\nabla }}}はk空間での勾配である。
k空間での位置の組（粒子エネルギーEに対応）はk空間で面を作り、Eの勾配はこの面の全ての点と直交するベクトルである。
 
このエネルギーEについての関数である状態密度は、
{\displaystyle g(E)dE=\iint _{\partial E}g({\vec {k}})\,d^{3}k={\frac {L^{3}}{(2\pi )^{3}}}\iint _{\partial E}dk_{x}\,dk_{y}\,dk_{z}}
ここで積分は定数Eの面{\displaystyle \partial E}にわたり行う。
{\displaystyle k'_{z}\,}が面に直交し、Eの勾配に平行となるような新しい座標系{\displaystyle k'_{x},k'_{y},k'_{z}\,}を選ぶことができる。
この座標系が元の座標系の回転であれば、k'空間の体積要素は、
{\displaystyle dk'_{x}\,dk'_{y}\,dk'_{z}=dk_{x}\,dk_{y}\,dk_{z}}
dEは次のように書ける。
{\displaystyle dE=|{\vec {\nabla }}E|\,dk'_{z}}
g(E)の式に代入すると、
{\displaystyle g(E)={\frac {L^{3}}{(2\pi )^{3}}}\iint {\frac {dk'_{x}\,dk'_{y}}{|{\vec {\nabla }}E|}}}
ここで{\displaystyle dk'_{x}\,dk'_{y}}項は、定E面の面積要素である。
{\displaystyle g(E)}の式は、分散関係{\displaystyle E({\vec {k}})}が極値となる{\displaystyle k}点でDOSの被積分関数が発散することを意味している。
ファン・ホーベ特異点はこれらの{\displaystyle k}点でのDOS関数で起こる性質である。
詳細な解析によると、3次元空間ではバンド構造が極大か、極小か、または鞍点かに依存して4種類のファン・ホーベ特異点がある。
3次元ではDOSの微分が発散してもDOS自身は発散しない。
関数g(E)は平方根特異性（図を参照）をもつ傾向にある。
自由電子のフェルミ面では、
{\displaystyle E=\hbar ^{2}k^{2}/2m}
{\displaystyle |{\vec {\nabla }}E|=\hbar ^{2}k/m=\hbar {\sqrt {\frac {2E}{m}}}}.
2次元でのDOSは鞍点で対数的に発散し、1次元でのDOSは{\displaystyle {\vec {\nabla }}E}がゼロとなるところで無限となる。

## 測定
固体の光吸収スペクトルは、バンド構造からフェルミの黄金律を用いて計算される。
そこで評価される行列要素は双極子演算子{\displaystyle {\vec {A}}\cdot {\vec {p}}}である。
ここで{\displaystyle {\vec {A}}}はベクトルポテンシャル、{\displaystyle {\vec {p}}}は運動量演算子である。
フェルミの黄金律で現れる状態密度は結合状態密度（JDOS）で、与えられた光子エネルギーで分離される伝導帯と価電子帯での電子状態の数である。
光吸収は、双極子演算子の行列要素（振動子強度）とJDOSの積によるものである。
2次元と1次元でのDOSの発散は数学的に予想されており、容易に観測できる。
グラファイト（擬２次元）やBechgaard塩（擬1次元）のような異方性固体では、ファン・ホーベ特異点によるスペクトルの異常がみられる。
ファン・ホーベ特異点は擬1次元系である単層カーボンナノチューブ（SWNT）の光強度で重要となる。
グラフェンのディラック点はファン・ホーベ特異点であり、グラフェンが電気的中性のときの電気抵抗のピークとして観測される。
ねじれたグラフェン層も、層間のカップリングによる状態密度のファン・ホーベ特異点を示す。